# Jun.Q
Kang Jun-kyu (hangul: 강준규 (); Uijeongbu, Provincia de Gyeonggi, 9 de agosto de 1993), más conocido por su nombre artístico Jun.Q (hangul: 준Q ()), es un rapero, cantante, actor y modelo surcoreano. Firmó con H2 Media e hizo su debut con el quinteto masculino surcoreano Myname en 2011, en el que sigue hasta la actualidad. Su debut como actor tuvo lugar dos años después en la película Shinokubo Story junto con sus compañeros de banda. Apareció en la serie web beautiology101 en su país natal y protagonizó la película Saihate Restaurant en Japón. Lanzó su sencillo debut en solitario "Firenze" en noviembre de 2019.

## Biografía y carrera

### 1993-2010: Primeros años de vida y comienzos de carrera
Jun.Q nació como Kang Jun-kyu el 9 de agosto de 1993, en Uijeongbu, Provincia de Gyeonggi, siendo el menor de dos hijos y el primer varón de sus padres. Cuando era estudiante de secundaria, tocaba la guitarra en la banda de su escuela. Su profesor lo animó a seguir una carrera como cantante y Jun.Q convenció a sus padres para que lo inscribieran en un hagwon de actuación. Se mudó al distrito de Guro al ingresar a la escuela secundaria y vivió solo. Durante su primer año como estudiante de secundaria, fue un modelo para los libros de texto de ciencias y estudios sociales de la escuela. Debido a la tensión de ser estudiante y aprendiz, Jun.Q cortó brevemente la comunicación con su agencia. Después de escuchar las historias de sus amigos en prácticas, decidió disculparse con el director ejecutivo y regresó a la empresa. Se graduó de la Escuela de Artes Escénicas de Seúl en 2012.

### 2011-presente: Carrera musical y actoral

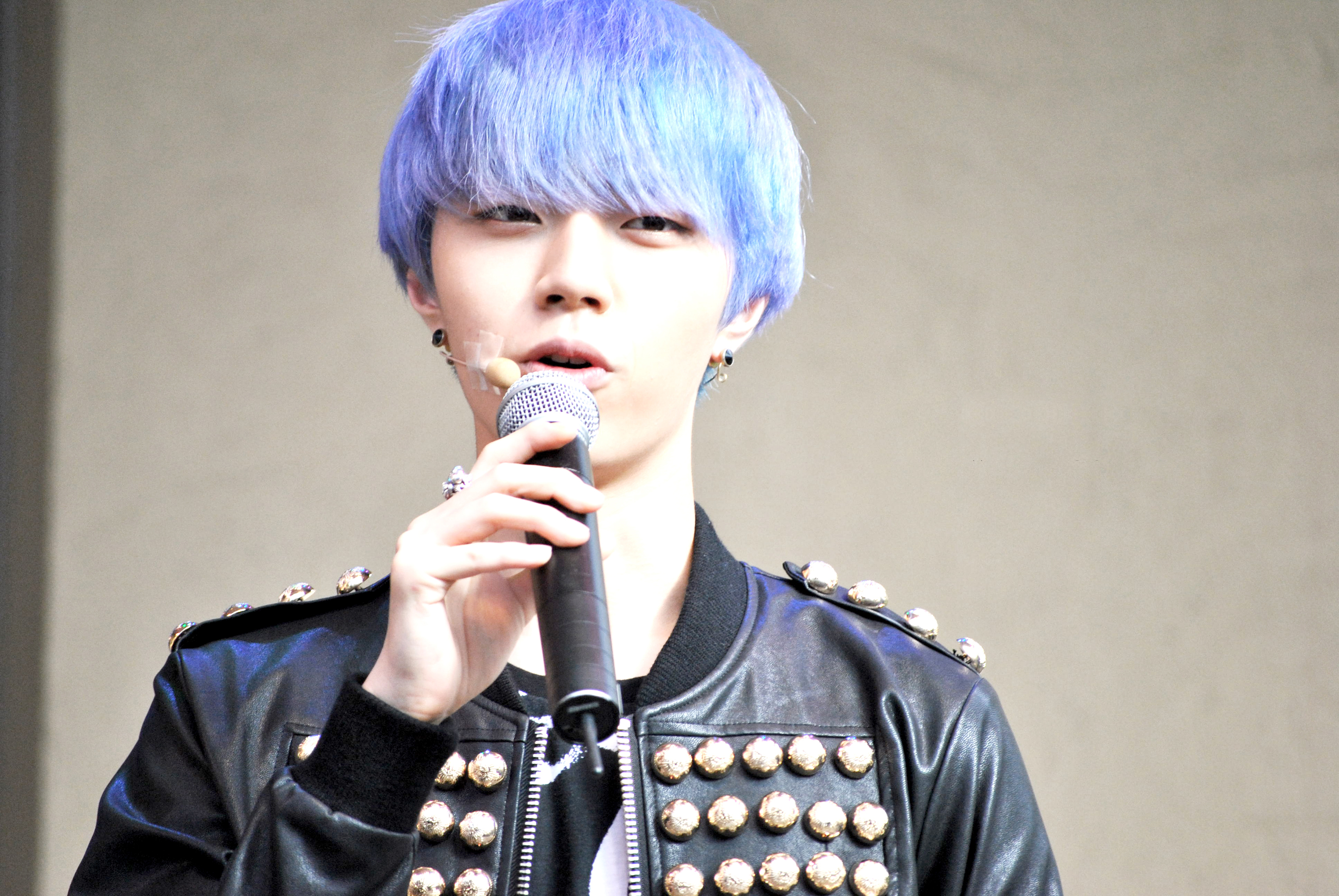
Jun.Q en el evento de lanzamiento del sencillo japonés de Myname "What's Up", en noviembre de 2012

Jun.Q debutó como rapero en el grupo ídolo Myname en 2011. El grupo lanzó su sencillo debut "Message" el 28 de octubre. Tras conocerse su debut como cantante, la editorial de los libros de texto escolares buscó renovar su contrato con Jun.Q; recibieron un acuerdo condicional de H2 Media para publicar fotografías tomadas por la empresa. En julio del año siguiente se lanzó una versión en japonés de la canción debut de Myname, que sirvió como su sencillo de presentación en el país. El grupo estuvo activo simultáneamente en la industria musical de ambos países. Habiendo expresado su interés en actuar en 2012, protagonizó la película Shinokubo Story (2013) junto con sus compañeros de Myname, donde interpretó a uno de los cinco personajes que buscaban convertirse en "estrellas".
A partir de 2015, las actividades promocionales de Myname en Corea del Sur disminuyeron. Jun.Q pasó a competir en la serie de competencia de supervivencia The Unit: Idol Rebooting Project junto con sus compañeros de banda Seyong, Chaejin y Gunwoo. Fueron sus primeras actividades de promoción nacional en dos años. Los participantes compitieron para convertirse en miembros de la unidad exclusivamente masculina UNB. Jun.Q fue eliminado y quedó en el puesto número 24 del ranking del programa. Fue elegido para el drama web de OnStyle beautiology101 (2016) como Du Yi. La serie se centra en los cosméticos y tiene lugar en la ficticia K-Beauty School. También interpretó el papel de Eiji en el drama japonés de 2016 Kyabasuka Gakuen. Protagonizó la película Saihate Restaurant (2019) junto a Ryouta Murai. Lanzó su sencillo debut en solitario "Firenze" el 8 de noviembre de 2019.
Jun.Q se alistó en el servicio militar obligatorio el 22 de junio de 2020. Recibió entrenamiento militar en el Centro de Entrenamiento del Ejército de Corea en Nonsan, Provincia de Chungcheong del Sur.
El 22 de agosto de 2023, se anunció que firmó un contrato con YY Entertainment.

## Estilo musical
Jun.Q ha citado a Dynamic Duo y Jay-Z como sus mayores influencias.

## Discografía

### Sencillos
| Título                                              | Año  | Álbum              |
| --------------------------------------------------- | ---- | ------------------ |
| "Firenze" (휘파람 (romanización revisada, Hwiparam) | 2019 | Sencillo sin álbum |

## Filmografía

### Series de televisión
| Título                           | Año       | Papel   | Notas          | Ref.   |
| -------------------------------- | --------- | ------- | -------------- | ------ |
| beautiology101                   | 2016      | Du Yi   | Rol de soporte | [ 16 ] |
| Kyabasuka Gakuen                 | 2016      | Eiji    | Episodio 8     | [ 17 ] |
| The Unit: Idol Rebooting Project | 2017-2018 | Himself | Concursante    | [ 13 ] |

### Películas
| Título             | Año  | Papel       | Notas           | Ref.   |
| ------------------ | ---- | ----------- | --------------- | ------ |
| Saihate Restaurant | 2019 | Han Ji-seok | Papel principal | [ 18 ] |

### Series Web
| Título                   | Año  | Papel        | Notas           | Ref. |
| ------------------------ | ---- | ------------ | --------------- | ---- |
| Individual Circumstances | 2023 | Sung Woo-jae | Papel principal |      |